# Одуро, Доминик (1995)

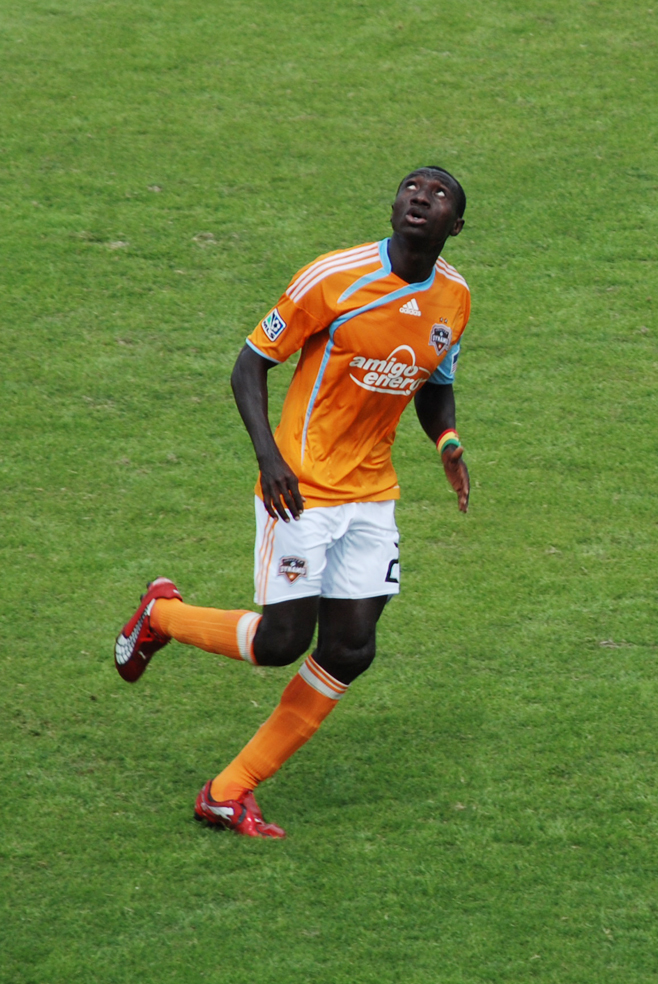
Доминик Одуро

Домини́к Одуро́ (англ. Dominic Oduro; род. 21 января 1995, Аккра) — ганский футболист, полузащитник клуба «Чарлстон Бэттери».

## Клубная карьера
Доминик начал свою футбольную карьеру в футбольном клубе «Райт ту Дрим», основанном в Гане Томом Верноном, бывшим скаутом «Манчестер Юнайтед» по африканскому континенту. Там он привлёк внимание скаутов «Манчестер Сити» и в 2011 году перешёл в английский клуб.
Выступал за молодёжную команду «Сити» до января 2013 года, когда был отдан в 18-и месячную аренду в «Орхус». В датской Суперлиге дебютировал 27 июля 2013 года, выйдя на замену в игре против «Вестшелланна». 27 августа 2013 года провёл свой первый матч в основном составе «Орхуса». В матче 1/8 Кубка Дании против «Б-93» ганец был удалён с поля на 85 минуте, его клуб смог сохранить победный счёт 2:0.
1 сентября 2014 года полузащитник был отдан в аренду до конца сезона в бельгийский клуб «Мускрон-Перювельз».
13 января 2017 года на Супердрафте MLS Одуро был выбран во втором раунде под общим 44-м номером клубом «Сиэтл Саундерс». Однако, клуб не стал подписывать с ним контракт.
20 июня 2018 года Одуро подписал контракт с клубом USL «Тампа-Бэй Раудис». Свой дебют за «Раудис», 27 июня в матче против «Шарлотт Индепенденс», отметил голом.
8 мая 2021 года Одуро подписал контракт с клубом «Мемфис 901». Дебютировал за «Мемфис 901» 14 мая в матче против «Бирмингем Легион».
19 января 2022 года Одуро подписал контракт с клубом «Чарлстон Бэттери». Дебютировал за «Бэттери» 12 марта в матче стартового тура сезона 2022 против «Талсы».